# 土井利房
土井 利房（どい としふさ）は、江戸時代中期の大名、老中。越前国大野藩初代藩主。利房系土井家初代。
大老・土井利勝の四男として生まれた。別家して新規に1万石を与えられ、その後漸次加増をうけ、最終的に4万石とされた。また、奏者番、若年寄、老中を歴任した。家督は長男の利知が継いだ。土井利勝の子の中では一番出世し、出来が良かった。

## 年譜
- 1631年（寛永8年） 生まれ
- 1644年（正保元年） 新規に1万石
- 1658年（万治元年） 加増（1万石）
- 1661年（寛文元年） 奏者番
- 1663年（寛文3年） 若年寄
- 1670年（寛文10年） 加増（5千石）
- 1679年（延宝7年） 老中に昇格（7月10日）、加増（1万5千石）
- 1681年（天和元年） 老中辞任（2月21日）
- 1682年（天和2年） 越前大野に国替（3月16日）
- 1683年（天和3年） 死去（5月25日）、享年53

## 官位位階
- 1646年（正保3年） 従五位下能登守
- 1679年（延宝7年） 従四位下
- 1680年（延宝8年） 侍従

## 系譜
父母
- 土井利勝（父）

正室
- 萬 - 津軽信義の娘

側室
- 貞琳院 - 小林氏

子女
- 土井利知（長男）生母は貞琳院（側室）
- 土井利良（次男）
- 酒井忠稠正室（長女）生母は萬（正室）
- 久世重之正室（次女）生母は萬（正室）

養女
- 光曜院 - 織田秀親正室、土井利隆の娘
- 内藤忠勝正室 - 土井利直の娘